# Dysschema nigerrima
Dysschema nigerrima là một loài bướm đêm thuộc phân họ Arctiinae, họ Erebidae.